# 개럿 비쇼프

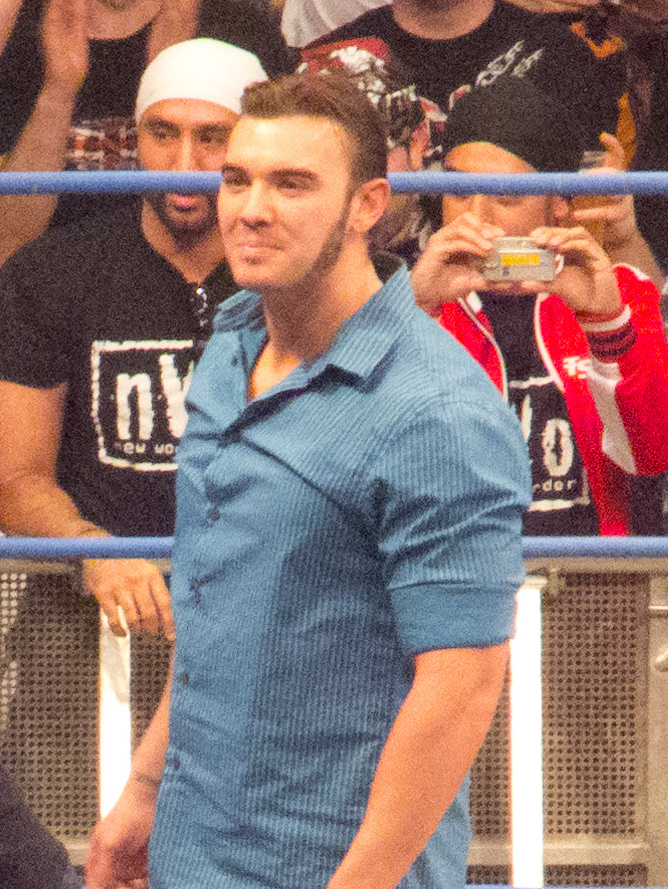
개럿 비쇼프

개럿 비숍(Garett Bischoff, 1984년 4월 20일 ~ )는 미국의 프로레슬링선수다. 현재는 TNA에서 활동하고 있다. 키는 184cm 몸무게는 110kg이다.